# Korpus Lützowa

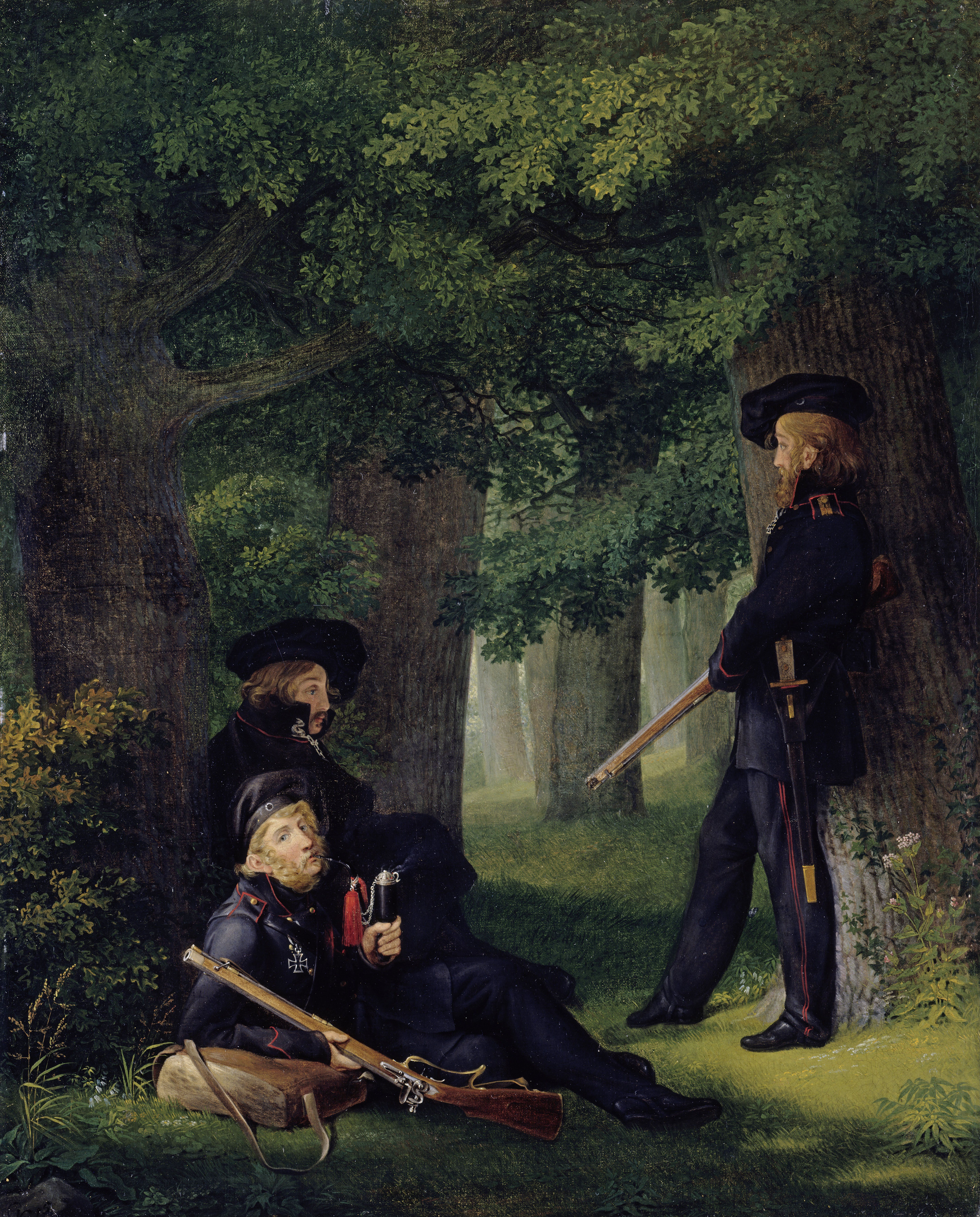
Członkowie korpusu Lützowa na obrazie Georga Friedricha Kerstinga

Korpus Lützowa (niem. Lützowsches Freikorps) – ochotniczy oddział armii pruskiej z okresu wojen napoleońskich, którego nazwa pochodzi od założyciela i dowódcy majora Ludwiga Adolfa Wilhelma von Lützowa. Korpus istniejący do 1814 roku znany był także jako Jegrzy Lützowa lub Czarni Jegrzy.
W latach 1918–1922 w Republice Weimarskiej istniały ochotnicze, nacjonalistyczne formacje paramilitarne o nazwie Freikorps, nawiązujące do tradycji korpusu Lützowa. 

## Historia
Oddział został sformowany w styczniu 1813 roku w Rogowie Sobóckim jako Królewski Pruski Wolny Korpus Lützowa (niem. Königlich Preußisches Freikorps von Lützow). Legenda głosiła, że składał się ze studentów i nauczycieli akademickich wszystkich państw niemieckich, którzy zgłosili się do walki z cesarzem Francuzów Napoleonem. Ale stanowili oni nie więcej jak 12% składu oddziału, do którego w większości zgłosili się rzemieślnicy i robotnicy. Liczebność korpusu szacuje się na około 3500 ludzi.
Ponieważ Królestwo Prus nie miało pieniędzy na wojsko, ochotnicy sami musieli znaleźć środki na utrzymanie i wyposażenie. Stąd czarny kolor ich mundurów – pochodzący z farbowania ubrań cywilnych, gdyż był to najtańszy sposób zapewnienia jednolitego wyglądu oddziału. Czarne mundury, czerwone wypustki i brązowe guziki dawały w efekcie triadę czarny-czerwony-złoty, która stała się w Niemczech symbolem ideałów republiki, a później kolorami flagi państwowej Niemiec.